# Pacific Four Series 2025
El Pacific Four Series de 2025 fue la quinta edición del torneo femenino de rugby de selecciones absolutas.

## Equipos participantes
- Selección femenina de rugby de Australia
- Selección femenina de rugby de Canadá
- Selección femenina de rugby de Estados Unidos
- Selección femenina de rugby de Nueva Zelanda

## Tabla de posiciones
| Pos. | Equipo         | Encuentros | Encuentros | Encuentros | Encuentros | Tantos  | Tantos    | Tantos     | Puntos |
| Pos. | Equipo         | jugados    | ganados    | empatados  | perdidos   | a favor | en contra | diferencia | Puntos |
| ---- | -------------- | ---------- | ---------- | ---------- | ---------- | ------- | --------- | ---------- | ------ |
| 1    | Nueva Zelanda  | 3          | 2          | 1          | 0          | 144     | 53        | +91        | 13     |
| 2    | Canadá         | 3          | 2          | 1          | 0          | 98      | 48        | +50        | 13     |
| 3    | Australia      | 3          | 1          | 0          | 2          | 46      | 102       | -56        | 5      |
| 4    | Estados Unidos | 3          | 0          | 0          | 3          | 47      | 132       | -85        | 0      |

### Desarrollo
| 2 de mayo | Estados Unidos | 14 - 26 | Canadá |  |  |

| 10 de mayo | Australia | 12 - 38 | Nueva Zelanda |  |  |

| 17 de mayo | Nueva Zelanda | 27 - 27 | Canadá |  |  |

| 17 de mayo | Australia | 27 - 19 | Estados Unidos |  |  |

| 23 de mayo | Australia | 7 - 45 | Canadá |  |  |

| 24 de mayo | Nueva Zelanda | 79 - 14 | Estados Unidos |  |  |